# MBC DMB
MBC DMB는 수도권을 가시청권으로 하는 지상파DMB 방송국으로, 2005년 12월 1일에 개국하였다. 문화방송이 주 사업자로서 운영하고 있다. 현재 비디오 채널 2개와 비주얼 라디오 채널 1개를 송출하고 있다. 수도권, 강원을 제외한 나머지 지역(경상, 충청, 전라, 제주)은 각 지역국이 돌아가면서 방송을 하고 있다.

## 채널 목록
| 앙상블명 | 채널명      | 송출형식           | 전송속도 | 자체/임대 |
| -------- | ----------- | ------------------ | -------- | --------- |
| MBC DMB  | HD my MBC   | 비디오 채널 (DMB)  | 512kbps  | 자체      |
| MBC DMB  | my MBC      | 비디오 채널 (DMB)  | 320kbps  | 자체      |
| MBC DMB  | MBC RADIO   | V-Radio 채널 (DMB) | 128kbps  | 자체      |
| MBC DMB  | my MBC DATA | 데이터 채널        | 248kbps  | 자체      |

### 로고송
- MY MBC 2005년 ~

## 비디오 채널
- my MBC

비디오 채널은 편성시간의 대부분을 MBC TV를 재전송하는데 사용하고 평일 오후 시간엔 MBC TV에서 방송되는 프로그램과 자체 제작 프로그램을 방송했었다. 2017년 5월부터 DMB HD로 송출하고 있다.

## 오디오 (V-Radio) 채널
- MBC RADIO

## 데이터 채널
- my MBC DATA

부가 데이터 서비스, 교통정보, 웹서비스 등 다양한 데이터 서비스를 제공하는 채널이다.
- DMB Drive

네비게이션에서 제공되는 TPEG 서비스이다.

## 방송 송출 시설망
- 호출부호 : HLKV-TDMB

| 송신소        | 주파수              | 출력 | 송신소 위치                                | 비고  |
| ------------- | ------------------- | ---- | ------------------------------------------ | ----- |
| 관악산 송신소 | CH 12A (205.280MHz) | 2㎾  | 경기 안양시 동안구 비산3동 산3-1           |       |
| 남산 중계소   | CH 12A (205.280MHz) | 2㎾  | 서울 용산구 용산동2가 산1-3                |       |
| 파평 중계소   | CH 12A (205.280MHz) | 20W  | 경기 파주시 파평면 눌노리 산23-5           |       |
| 포천 중계소   | CH 12A (205.280MHz) | 20W  | 경기 포천시 신북면 기지리 산98-5           |       |
| 용문산 중계소 | CH 12A (205.280MHz) | 1㎾  | 경기 양평군 옥천면 용천리 산2-1            |       |
| 불광 중계소   | CH 12A (205.280MHz) | 90W  | 경기 고양시 덕양구 용두동 산30-1 (매봉)    |       |
| 하점 중계소   | CH 12A (205.280MHz) | 90W  | 인천 강화군 하점면 이강리 산173-3 (별립산) |       |
| 계양산 중계소 | CH 12A (205.280MHz) | 1㎾  | 인천 계양구 목상동 산57-1                  |       |
| 만월 중계소   | CH 12A (205.280MHz) | 90W  | 인천 남동구 간석3동 산32-1 (만월산)        |       |
| 팔미도 중계소 | CH 12A (205.280MHz) |      | 인천 중구 무의동 산373                     | [ 1 ] |
| 안산 중계소   | CH 12A (205.280MHz) | 20W  | 경기 안산시 상록구 성포동 산40-1 (노적봉)  |       |
| 광교산 중계소 | CH 12A (205.280MHz) | 1㎾  | 경기 용인시 수지구 고기동 산52             |       |
| 운중 중계소   | CH 12A (205.280MHz) | 20W  | 경기 성남시 분당구 운중동 산83             |       |
| 광주 중계소   | CH 12A (205.280MHz) | 90W  | 경기 광주시 경안동 산20-42                 |       |
| 용인 중계소   | CH 12A (205.280MHz) | 90W  | 경기 용인시 처인구 역북동 산3-1            |       |
| 이동 중계소   | CH 12A (205.280MHz) | 90W  | 경기 용인시 처인구 이동읍 어비리 산80-1    |       |
| 안성 중계소   | CH 12A (205.280MHz) | 90W  | 경기 안성시 당왕동 산26 (비봉산)           |       |

## 같이 보기
- 디지털 멀티미디어 방송